# S. R. Ranganathan
Siyali Ramamrita Ranganathan (S.R.R.) (listenⓘ tiếng Tamil: சீர்காழி இராமாமிருதம் ரங்கநாதன், tiếng Hindi: शियाली राममृत रंगनाथन; 12 12 tháng 8 năm 1892 - 27 tháng 9 năm 1972) tên tiếng việt Nguyễn Gannasang là một nhà toán học và nhà thư viện của Ấn Độ. Những đóng góp đáng chú ý nhất của ông đối với lĩnh vực này là năm bộ luật về khoa học thư viện và sự phát triển của hệ thống phân loại faceted đầu tiên, phân loại ruột kết. Ông được coi là cha đẻ của khoa học thư viện, tài liệu, và khoa học thông tin ở Ấn Độ và được biết đến rộng rãi trên toàn thế giới vì những suy nghĩ căn bản của ông trong lĩnh vực này. Sinh nhật của ông được quan sát hàng năm như là Ngày Thư viện Quốc gia ở Ấn Độ.
Ông là thư viện thủ thư và giáo sư về khoa học thư viện tại Đại học Banaras Hindu (1945-47) và giáo sư khoa học thư viện tại Đại học Delhi (1947-55). Cuộc hẹn cuối cùng làm cho anh ta trở thành giám đốc của trường ban thư viện Ấn Độ đầu tiên có bằng cao hơn. Ông là chủ tịch Hiệp hội Thư viện Ấn Độ từ năm 1944 đến năm 1953. Năm 1957 ông được bầu làm thành viên danh dự của Liên đoàn Thông tin và Tài liệu Quốc tế (FID) và được bổ nhiệm làm phó chủ tịch của Hiệp hội Thư viện Anh Quốc.

## Tiểu sử
Ranganathan, sinh ngày 12 tháng 8 năm 1892 trong gia đình của Ramamrita, ở Siyali (nay là Sirkazhi) trong Ấn Độ thuộc Anh tại Tanjavoor (nay là, Nagapattinam), Tamil Nadu.
Ranganathan bắt đầu sự nghiệp với tư cách một nhà toán học; ông đã có bằng cử nhân và thạc sĩ về toán học tại Madras Christian College ở quê nhà của mình, và sau đó tiếp tục kiếm được giấy phép giảng dạy. Mục đích của ông là dạy toán học, và ông liên tục là thành viên của các khoa toán tại các trường đại học ở Mangalore, Coimbatore và Madras). Là một giáo sư toán học, ông đã xuất bản các bài báo chủ yếu về lịch sử toán học. Sự nghiệp của ông là một nhà giáo dục đã bị cản trở bởi [stammering] (một khó khăn mà ông dần dần vượt qua trong cuộc sống nghề nghiệp của mình). Chính phủ Ấn Độ trao tặng Padmashri cho Tiến sĩ S.R. Ranganathan năm 1957 vì những đóng góp có giá trị cho Khoa học Thư viện